# Calcodes ritsemae
Calcodes ritsemae es una especie de coleóptero de la familia Lucanidae.

## Distribución geográfica
Habita en Malaya y Sumatra en (Indonesia).